# IBA Volcà de Fogo

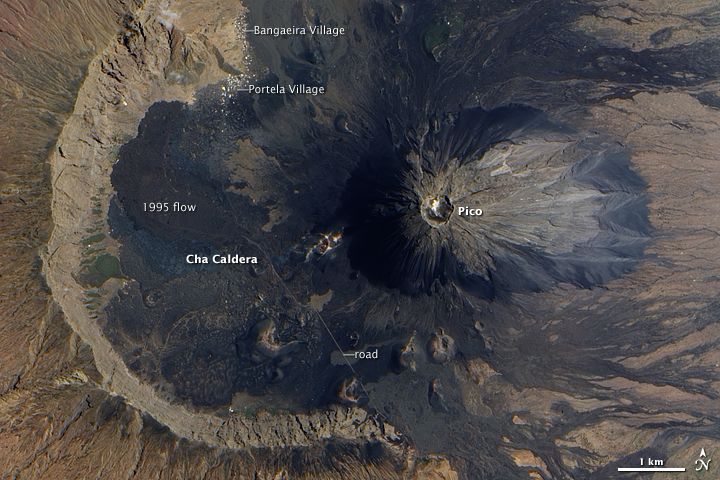
Vista de l'IBA per satèl·lit

L'IBA Volcà de Fogo es troba a l'illa de Fogo a l'arxipèlag de Cap Verd enfront de les costes del nord-oest d'Àfrica a l'oceà Atlàntic. Com a complement de l'Àrea Important per a les Aus terrestre (IBA) hi ha una IBA marina associada que proporciona un hàbitat d'alimentació per a la reproducció de les seves aus marines.

## Descripció
El lloc té unes 5.000 hectàrees que comprenen les parts més altes de l'illa volcànica de Fogo, inclosa la caldera, la vora externa, i el con de pico Novo. El sòl de la caldera es troba a una altitud mínima de 1.625 m sobre el nivell del mar, la vora és a 2.700 m, i el con assoleix una altura de 2.829 m. El volcà és actiu, les últimes erupcions van ser l'abril de 1995 i novembre de 2014. La caldera és compatible amb alguns conreus agraris, mentre que es conrea raïm a les pistes interiors de la llanda. Les plants endèmiques Erysimum caboverdeanum i Echium vulcanorum només es troben a la vora externa. Les dues viles de la caldera foren evacuades després de l'última erupció. El paisatge té molts vells i nous fluxos de lava i és d'interès geològic, botànic i zoològic interès. El lloc ha estat identificat com a IBA per BirdLife International perquè hi viuen poblacions de Petrell gon-gon (amb prop de 80 parelles reproductores), i falciot de Cap Verd.
L'IBA marina és a 22 km lluny de la costa més propera i cobreix una àrea de 2.473 km², amb una profunditat màxima de 3.568 m. La temperatura mitjana anual de la superfície del mar està entre 21.95 °C i 25.34 °C, amb una mitjana anual de concentracions de clorofil·la a d'entre 0,24 i 0,43 mg/m³. Proporciona alimentació d'hàbitat durant la temporada de cria d'uns 240 petrells gon-gon.